# 11e brigade d'aviation de l'armée
Pour les articles homonymes, voir 11e brigade.
La 11e brigade d'aviation de l'armée « Kherson » (en ukrainien : 11-та окрема бригада армійської авіації «Херсон», abrégé en 11 ОБрАА ; numéro d'unité militaire А1604) est une grande unité d'aviation légère de l'Armée de terre ukrainienne.
L'unité est basée en temps de paix sur la base aérienne de Kherson.

## Historique
La 11e brigade d'aviation de l'armée est l'héritière des traditions du 370e escadron d'hélicoptères, une unité soviétique créée en 1961 à Kherson. En 1971, l'escadron sert de base pour former le 320e régiment d'hélicoptères (uk). De 1981 à 1989, des détachements de ce régiment participent à la guerre en Afghanistan. En 1986, une centaine de pilotes et de membres d'équipage ont été envoyés sur la centrale de Tchernobyl comme « liquidateurs ».

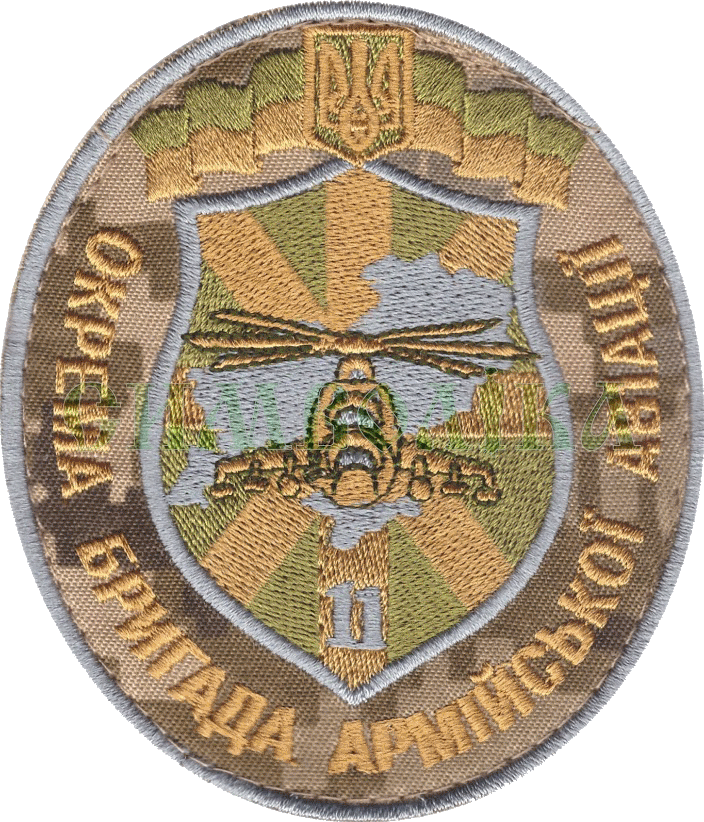
Insigne d'épaule de l'ancien 11e régiment d'aviation de l'armée.

Le 12 janvier 1992, les hommes du régiment prêtent serment d'allégeance à l'Ukraine nouvellement indépendante. Un an plus tard, elle participe à l'évacuation (uk) de populations civiles dans la vallée de Kodori, au cours de la guerre d'Abkhazie ; du 10 au 14 octobre 1993, 17 hélicoptères Mil Mi-8MT effectuent 291 sorties et évacuent un total de 7 643 civils. En 1994, l'unité est intégrée au sein de la 2e brigade d'aviation de l'armée. Le 20 août 2003, renommée le 11e régiment d'aviation de l'armée, comprenant deux escadrons, il est intégré à la 79e brigade d'assaut aérien (du 6e corps d'armée), à laquelle il fournit les moyens de transport et d'appui feu. En 2013, le régiment est finalement transformé en 11e brigade d'aviation de l'armée.
En 2014, au début de la guerre russo-ukrainienne, la 11e brigade est déployée à la frontière avec la Crimée récemment annexée. À partir de 2015, la brigade participe aux combats dans le Donbass, au cours desquels elle perd trois hommes. Le 14 octobre 2019, la 11e brigade reçoit le nom honorifique « Kherson », en référence à son lieu de garnison, l'aéroport international de Kherson,.
Au premier jour de l'invasion à grande échelle de la Russie le 24 février 2022, la base de la 11e brigade est pilonnée à coups de missiles et de bombes ; les escadrons d'hélicoptères sont dispersés sur d'autres terrains. Le 27 février, les troupes russes abordent la base aérienne, puis le 2 mars elles prennent Kherson : la brigade y abandonne une partie de son matériel. Elle perd notamment deux pilotes, abattus le 8 mars près de Nova Basan (en) et capturés par les Russes. Ces derniers sont ensuite échangés le 14 avril.
La base est reprise le 11 novembre 2023, mais la piste est désormais jonchée d'épaves calcinées, et criblée de cratères, tandis que les bâtiments sont en ruine.

## Aéronefs utilisés
La 11e brigade d'aviation de l'armée utilise plusieurs types d'hélicoptères de conception soviétique : Mil Mi-2, Mi-8 et Mi-24. Ces appareils, communs à toutes les brigades d'aviation légère de l'armée ukrainienne, sont vieillissants et techniquement dépassés. Ils ne disposent notamment pas de systèmes de guidage laser pour leurs missiles.
Elle emploie lors de la guerre contre la Russie la patrouille aérienne civile utilisant depuis 2024 des Yakovlev Yak-52.